# NMBS/SNCB-Reihe 126
Die NMBS/SNCB-Reihe 126 ist eine Baureihe elektrischer Lokomotiven der NMBS/SNCB, die von La Brugeoise et Nivelles hergestellt wurde. Sie wurde ab 1970 als Reihe 26 bezeichnet. Im Gegensatz zu vielen anderen elektrischen Lokomotiven Belgiens war sie mit einem Monomotor-Drehgestell nach dem Vorbild französischer Lokomotiven hergestellt und war bis 2011 im Einsatz. Eine Lokomotive der Reihe ist erhalten geblieben.

## Geschichte

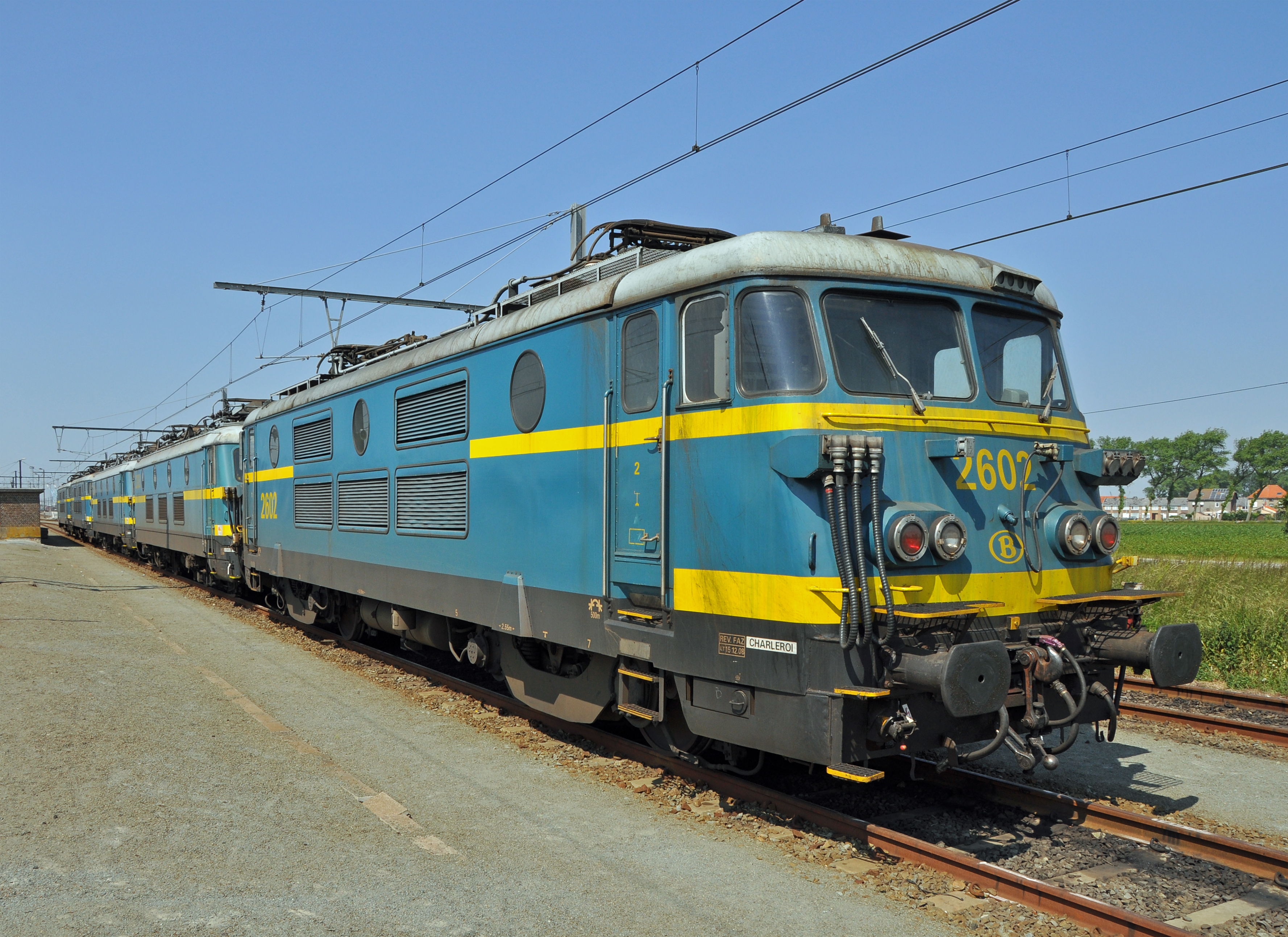
Lokomotiven Reihe 126 mit unterschiedlichen Karosserien

Die Lokomotive entstand zu einer Zeit, als die Ausnutzung der Reibungskraft noch nicht vollständig durch Schaltelektronik beherrscht werden konnte. So unternahmen die Staatsbahnen Belgiens erhebliche Bemühungen, die Zugleistungen der vierachsigen Lokomotiven durch eine bessere Ausnutzung der Adhäsion zu erhöhen. Zur systematischen Untersuchung der Einflussfaktoren auf die Achsentlastung beim Anfahren und auf die Schleuderneigung wurden im Jahr 1963 fünf Lokomotiven mit Monomotor-Drehgestellen  beschafft und als Reihe 126 001–005 in Dienst gestellt. Die Lokomotive war zu ihrer Bauzeit die leistungsfähigste Gleichstromlokomotiven der SNCB. Gleichzeitig waren die Lokomotiven die ersten Elektrolokomotiven Belgiens mit französischen Vorbildern folgenden Monomotor-Drehgestellen. Um das Schleuderverhalten der Lokomotiven ausreichend analysieren zu können, wurde zudem die Schaltung des Motorstromkreises in drei Varianten ausgeführt. Nach ihrem Erscheinen wurde die Lokomotive in ca. 600 Vergleichsfahrten auf der Strecke Brüssel – Luxemburg mit einer Vergleichsmaschine der SNCB-Reihe 122 in Steigungen von 7 ‰ bis 16 ‰ ausgiebig getestet. Dabei erreichte die Reihe 126 im Anfahrbereich bei einer Geschwindigkeit von 20 km/h einen wesentlich höheren Reibungskoeffizient als eine Lokomotive mit reinem Einzelachsantrieb. Die Reihe 126 erzielte gegenüber der Vergleichsmaschine einen Gewinn von 36 %, außerdem waren bei ihr so gut wie kein Unterschied zwischen dem Betrieb bei nassen bzw. trockenen Schienen festzustellen. Gegenüber den bisher dort eingesetzten Lokomotiven konnte die Grenzlast auf der benannten Strecke von 650 t auf 880 t gesteigert werden. Dazu besaß auch die Reihe 126 ungefähr 10 t weniger Gesamtmasse.
Aufgrund dieser positiven Ergebnisse wurden außer den fünf Prototypen 30 weitere Lokomotiven beschafft, die im Laufe der Lieferung in die Reihe 26 umgezeichnet wurden. Gegenüber den Prototypen, bei denen der Lokomotivkasten im unteren Bereich fünf Lüftergitter und im oberen Bereich fünf runde Fenster besaßen, war der Lokkasten der Serienlokomotiven auch mit Lüftungsgittern im oberen Bereich ausgeführt. Gefertigt wurden die Lokomotiven anfangs mit Teilen aus französischer Produktion (besonders bei den Monomotor-Drehgestellen), später wurden diese Teile in Lizenz hergestellt. Im Betrieb ergaben sich durch die Monomotor-Drehgestelle einige Nachteile besonders in der Wartung der Fahrzeuge. Außerdem waren bei den Lokomotiven so gut wie keine Teile mit denen anderer belgischer Lokomotiven identisch, was die Ersatzteilhaltung der kleinen Serie erschwerte. Durch den größeren Reibungskoeffizient waren sie hervorragend geeignet für den Betrieb in Doppeltraktion, wo sie Leistungen bis 7.000 PS (5148 kW) erbrachten.
Die Lokomotiven wurden 2011 aus dem Verkehr genommen und ausgemustert. Besonders die Reihe 18 hat die Lokomotiven seit 2006 vollständig ersetzen können. Eine Lokomotive, die 2629, wird in Saint-Ghislain betriebsfähig erhalten.

## Technische Beschreibung

### Fahrzeugteil

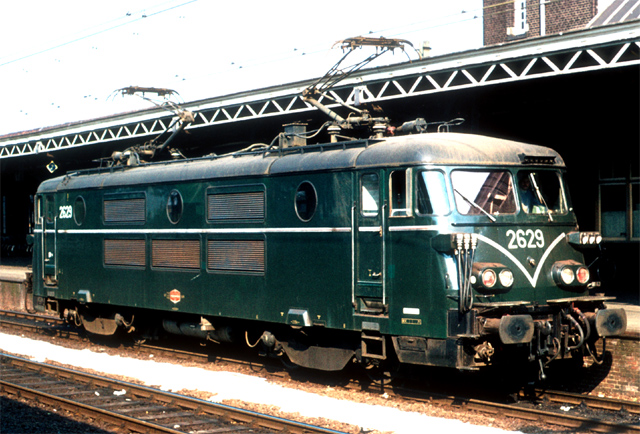
Lokomotive Reihe 126 mit grüner Lackierung

Der Lokomotivrahmen ist als Brückenrahmen ausgeführt. Er hat zwei durchgehende kastenförmige, geschweißte Stahlblechlängsträger, die durch die End- und zwei Querträger miteinander verschweißt sind. An diesen Querträgern befinden sich die Befestigungen für die Zugstangen der Längskraftübertragung. An den Endträgern ist die Zug- und Stoßeinrichtung untergebracht. Vom Lokkasten her ist die Reihe 26 eine Weiterentwicklung bisher üblicher belgischer Lokkonstruktionen. Er besteht aus einem Traggerüst von Profilstahl und dünnen Blechen, die miteinander verschweißt sind. Gleichzeitig enthält es die Kabelkanäle. Die Seitenwände werden im Dachbereich durch zwei kräftige Bögen versteift, die gleichzeitig als Auflage für die drei abnehmbaren Teile des Maschinenraumdaches dienen. Die geräumigen Endführerstände, in denen die Lokführerplätze in Fahrtrichtung links angeordnet sind, werden durch zwei Seitengänge miteinander verbunden. Im Maschinenraum befindet sich in der Mitte der Schaltgeräteblock. Je ein Doppelkühler ist für die Kühlung je eines Fahrmotors bzw. die Widerstände zuständig. Die Kühlluft dafür wird aus dem Maschinenraum entnommen. Frischluft strömt ohne Filter durch die Seitenwandgitter nach. Angetrieben werden die Lüfter, ebenso wie der Luftverdichter durch einen Gleichstrommotor von 3 kV. Vom Luftverdichter wird über Keilriemen ebenso die Ladestation für die Batterie der Lokomotive angetrieben. Die Lokomotive besitzt zur Wiederinbetriebnahme nach langer Stillstandszeit einen batteriebetriebenen Hilfskompressor, zur Betätigung der Stromabnehmer und des Hauptschalters.
Die Bauart der Drehgestelle hingegen ist in Lizenz der französischen Firma SFAC und die Übertragung der Zugkräfte entsprechen den Gleichstromlokomotiven der SNCF mit Einmotorenantrieb konstruktiv ausgeführt. Die Drehgestelle sind in Schweißkonstruktion hergestellt und haben zwei kastenförmige Stahlblech-Hohlträger, die an den Enden durch robuste Stahlrohrstreben verbunden sind. An den Endstreben ist das Bremsgestänge und die Bremszylinder angeordnet. Jedes Drehgestell besitzt einen eigenen Bremszylinder mit einer Größe von 10 ". Durch ihn werden die Räder mittels zweier diametral angeordneten Bremsklötze abgebremst. Das Drehgestellgetriebe mit dem Fahrmotor ist mit einem doppelseitigen Antrieb ausgeführt, sie werden von zwei brückenartigen Hauptquerträgern getragen. Über ein Zahnradgetriebe werden den Antriebsräder beidseitig über ein Hohlwellen-Antrieb das Drehmoment übertragen.  Die Achslager werden je Seite von je einem Schwanenhalsträger an dessen Ende getragen. Diese Träger stützen sich über je zwei Doppelschraubenfedern am Drehgestellrahmen ab. Der Lokomotivkasten stützt sich je Drehgestellseite über zwei elastische Stützen auf die Enden einer Blattfeder ab, diese ist im Mittelbund mit schrägen Kuppelstangen verbunden und mit Gleitstücken mit der Wiege des Drehgestellrahmens verbunden.
Ausgeliefert wurden alle Lokomotiven ursprünglich grün mit weißen Zierstreifen. Später wurde der Lokkasten in Hellblau mit gelben Zierlinien bzw. in Gelb gespritzt. Nachdem sich herausstellte, dass die Fahrzeuge in gelber Farbe wesentlich öfters gewaschen werden mussten, wurden alle Fahrzeuge nur noch in Blau gespritzt. Einheitlich aller Wagenkastenausführungen war der Rahmen in Schwarz und das Dach in Grau.

### Elektrische Ausrüstung
Die beiden Stromabnehmer der Lok waren von Anfang an Scherenstromabnehmer und waren ähnlich denen der französischen Bauart Faiveley mit Doppelschleifleisten aus Kupfer und Stahl ausgeführt. Im Regelfall wird mit einem Stromabnehmer gefahren, sehr oft sieht man aber auch Fotos, wo beide Stromabnehmer der Lok am Draht anliegen. Die elektrische Ausrüstung der Lokomotive kann beim Auftreten von Überstrom im Motorstromkreis oder der Zugheizung sofort durch den als Druckluftschalter ausgeführten Hauptschalters abgeschaltet werden. Der Schwerpunkt der elektrischen Ausrüstung ist jedoch der Fahrmotor, der als Tandemmotor aus zwei für 1,5 kV Gleichspannung ausgelegten Ankern besteht, die ständig in Reihe geschaltet sind und als vierpolige Reihenschlussmotoren mit Wendepolwicklung und ohne Kompensationswicklung ausgeführt sind. Die Wicklungen für die Anker und die Ständer sind vollständig in Bakelit eingepresst. Für die beiden Fahrmotoren besteht wahlweise die Schaltmöglichkeit in Reihen- oder Parallelschaltung. Für jede Schaltungsart stehen drei Anfahr- und sechs Dauerfahrstufen zur Verfügung. Die Anzahl der Gesamtfahrstufen bei der Lokomotive beträgt sechs Kurzzeit- und zwölf Dauerfahrstufen. Von den Dauerfahrstufen sind jeweils fünf Feldschwächungsstufen mit einem Resterregungsgrad von 72 %, 50 %, 39,5 %, 33,5 % und 26 % vorhanden.
Die im Schaltgeräteblock untergebrachten Anfahrwiderstände bestehen aus Gittern von Chrom oder Nickel, sie werden von sechs Lüftern gekühlt. Die Lüftermotoren dafür haben eine Betriebsspannung von 75 V. Die Lokomotive wird mit einer Schützensteuerung bedient, sie wird von einem motorbetriebenen Nockenschaltwerk gesteuert. Entsprechend der gewünschten Beschleunigung kann ein Servomotor das Schaltwerk der Steuerung beeinflussen. Der in Maschinenraummitte sich befindende Apparateblock ist gleichzeitig der Hochspannungsraum, er ist ständig verschlossen und kann nur nach Herunterlassen der Stromabnehmer und Einschalten des Erdungsschalters betreten werden. In umgekehrter Richtung kann das Anheben der Stromabnehmer nur bei geschlossenen Türen der Hochspannungskammer erfolgen. Die Schaltung der Motorstromkreise geschieht in drei Varianten, dadurch wird die Zugkraftentlastung des vorauslaufenden Drehgestelles durch elektrische Maßnahmen ausgeglichen. So konnte erreicht werden, dass im Extremfall beide Drehgestelle und somit alle Achsen zugleich schleudern.